# Strażnica Straży Granicznej w Kryłowie
Strażnica Straży Granicznej w Kryłowie – zlikwidowana graniczna jednostka organizacyjna Straży Granicznej realizująca zadania bezpośrednio w ochronie granicy państwowej z Ukrainą.

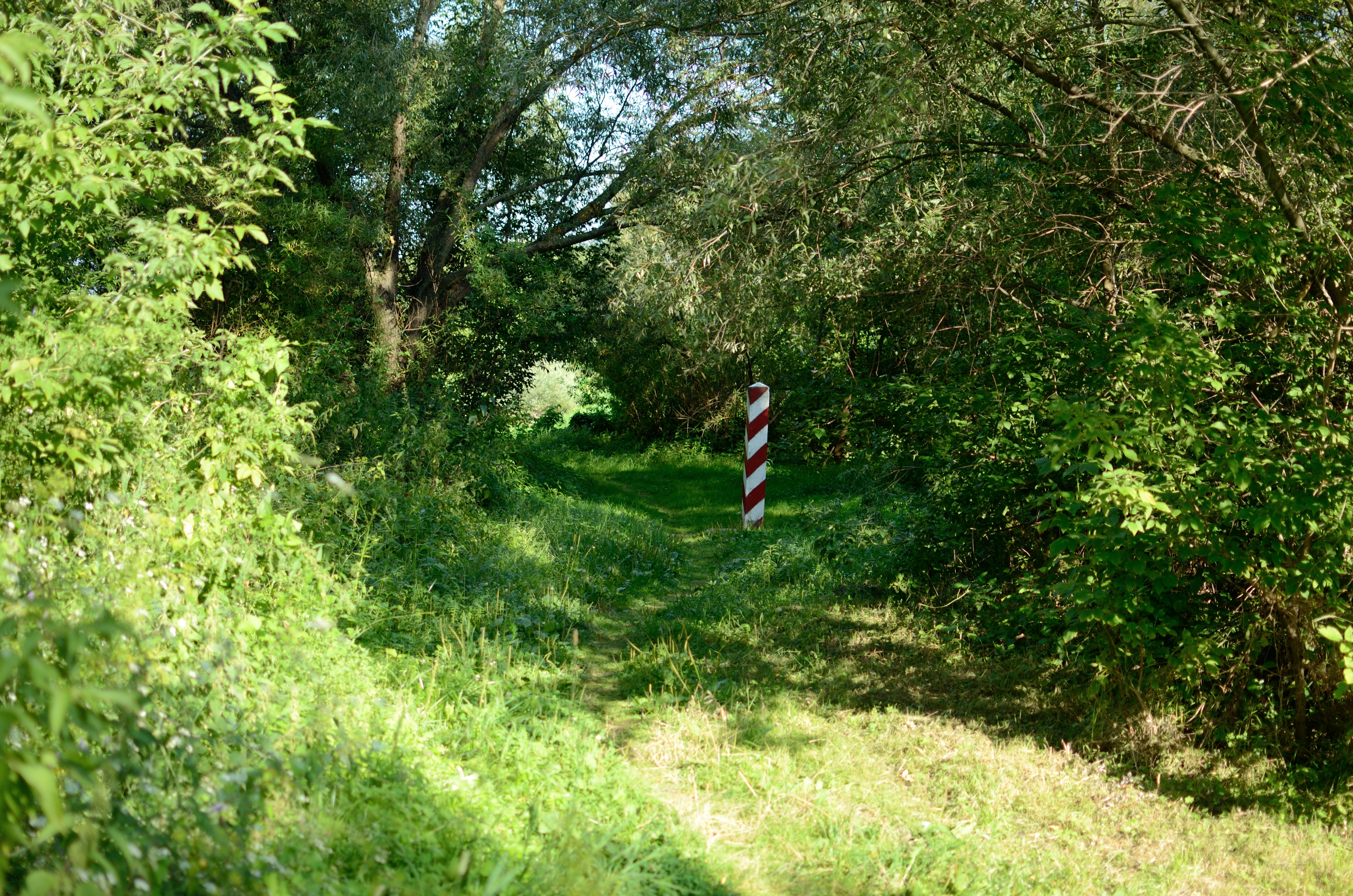
Granica polsko-ukraińska, polski znak graniczny w Kryłowie (lipiec 2014)

## Formowanie i zmiany organizacyjne
Strażnica Straży Granicznej w Kryłowie (Strażnica SG w Kryłowie) została utworzona 4 września 2001 w miejscowości Kryłów, zarządzeniem Komendanta Głównego Straży Granicznej, w strukturach Nadbużańskiego Oddziału Straży Granicznej w Chełmie. Uroczystego otwarcia dokonał Minister Spraw Wewnętrznych i Administracji Marek Biernacki.
W 2002, strażnica miała status strażnicy SG I kategorii.
Jako Strażnica Straży Granicznej w Kryłowie funkcjonowała do 23 sierpnia 2005 i 24 sierpnia 2005, Ustawą z 22 kwietnia 2005 O zmianie ustawy o Straży Granicznej..., została przekształcona na Placówkę Straży Granicznej w Kryłowie (PSG w Kryłowie) w strukturach Nadbużańskiego Oddziału Straży Granicznej.

## Ochrona granicy
Strażnica SG w Kryłowie ochraniała wyłącznie odcinek granicy rzecznej z Ukrainą przebiegającą środkiem koryta rzeki granicznej Bug, od miejsca gdzie rzeka Bug wpływa na teren Polski.

## Sąsiednie graniczne jednostki organizacyjne
- Strażnica SG w Hrubieszowie ⇔ Strażnica SG w Dołhobyczowie – 4.09.2001[1]
- GPK SG w Hrubieszowie ⇔ Strażnica SG w Dołhobyczowie – 2.01.2003[8].